# Ủy ban Kiểm tra Trung ương Đảng Cộng sản Liên Xô
Ban Kiểm tra Trung ương Đảng Cộng sản Liên Xô (tiếng Nga: Комитет партийного контроля, Komitet Partiynogo Kontrolya) là cơ quan kỷ luật tối cao của Ban Chấp hành Trung ương Đảng Cộng sản Liên Xô. Các thành viên Ủy ban được bầu tại phiên họp toàn thể của Ban chấp hành Trung ương.

## Lịch sử
Đầu năm 1920, Ban Kiểm tra Trung ương Đảng Cộng sản Nga được thành lập. Vị trí lãnh đạo ban chưa được thiết lập, hoạt động ở cấp độ toàn Nga được giám sát bởi Dân ủy Thanh tra Công nông (Stalin).
Vào năm 1921, Ban phân tách thành 2 Ban; Ban Kiểm toán Trung ương (chịu trách nhiệm kiểm soát tài chính) và Ban Kiểm tra Trung ương (chịu trách nhiệm kiểm tra kỷ luật nội bộ trong Đảng).
Theo Điều lệ Đảng, thành viên của Ban Kiểm tra Trung ương được bầu bởi Đại hội Đảng toàn Nga, thành viên của Ban Kiểm tra Trung ương không thể đồng thời là thành viên của Ban Chấp hành Trung ương. Các cơ quan kiểm soát địa phương của Ban Kiểm tra Trung ương Đảng Cộng sản Nga (từ năm 1925 là Đảng Cộng sản Toàn Liên bang) là Ban Kiểm tra khu vực, Ban Kiểm tra tỉnh, Ban Kiểm tra quận, Ban Kiểm tra thành phố, v.v...
Trong những năm 1934-1952, là Ban Kiểm tra Trung ương Đảng Cộng sản Liên Xô. Trong những năm 1952-1990, là Ủy ban Kiểm tra Trung ương Đảng Cộng sản Liên Xô.
Trong giai đoạn 1962-1965, thống nhất thành lập cơ quan kiểm tra của Đảng và Nhà nước trên sự sáp nhập của Ủy ban Kiểm tra Trung ương Đảng và Ủy ban Thanh tra Nhân dân thành Ủy ban Kiểm tra Đảng và Nhà nước thuộc Ban Chấp hành Trung ương Đảng Cộng sản Liên Xô và Hội đồng Bộ trưởng Liên Xô. Trong thời gian này Ủy ban Kiểm tra Trung ương Đảng đã tham gia vào các hoạt động giám sát thanh tra Nhà nước Liên Xô. Không giống như Ban Kiểm tra Trung ương cũ, thành viên Ủy ban không được bầu tại Đại hội, nhưng do Ban Chấp hành Trung ương Đảng Cộng sản Liên Xô phê duyệt (trên thực tế là Ban Bí thư Ban Chấp hành Trung ương Đảng Cộng sản Liên Xô).
Cho đến năm 1934, Bộ Chính trị sẽ bổ nhiệm thành viên vào chức vụ Chủ nhiệm Ủy ban Kiểm tra Trung ương trong thời gian 2-3 năm (kể từ khi thành viên ủy ban Kiểm tra Trung ương không thể là thành viên Ban Chấp hành Trung ương). Trong những năm 1934-1946, Chủ nhiệm Ủy ban là Bí thư Trung ương Đảng và là thành viên của Ban Tổ chức Trung ương Đảng (Orgburo).
Tại Đại hội XXVIII của Đảng Cộng sản Liên Xô vào năm 1990, khi Ban Chấp hành Trung ương đã sáp nhập Ủy ban Kiểm toán Trung ương vào thành Ban kiểm tra Trung ương Đảng Cộng sản Liên Xô.

## Chức năng
Ủy ban kiểm tra Trung ương Đảng kiểm tra kỷ luật đảng viên chính thức và đảng viên dự bị về việc chấp hành Điều lệ Đảng và các quy định khác của Đảng, pháp luật nhà nước và phẩm chất đạo đức của Đảng. Quản lý các hình thức kỷ luật, kể cả trục xuất khỏi Đảng. Ủy ban kiểm tra Đảng cũng xem xét việc thanh tra các đảng viên bị các tổ chức Đảng tại địa phương quản lý kỷ luật.
Ngoài ra theo Điều lệ Đảng quy định Ủy ban Kiểm tra Trung ương Đảng Cộng sản Liên Xô còn có nhiệm vụ:
- kiểm tra việc chấp hành kỷ luật Đảng của các Ủy viên chính thức và Ủy viên dự khuyết của Ban Chấp hành Trung ương Đảng Cộng sản Liên Xô, đưa ra hình thức xử lý cho Đảng viên vi phạm Điều lệ và các Nghị quyết của Đảng, kỷ luật Đảng và Nhà nước, và cả những người vi phạm đạo đức Đảng;
- xem xét các kháng cáo những quyết định của Ban Chấp hành Trung ương Đảng Cộng sản các nước Cộng hòa, Khu ủy và Tỉnh ủy về việc tước Đảng tịch, các hình thức xử lý của Đảng.

## Lãnh đạo
Chủ tịch Ủy ban kiểm tra Trung ương Đảng là một nhân vật quyền lực trong Đảng, thường là thành viên của Bộ Chính trị. Các vị lãnh đạo nổi tiếng bao gồm Andrei Andreyev, Nikolay Shvernik, Arvid Pelshe, Mikhail Solomentsev và Boris Pugo.
Trong những năm 1920-1923, với tư cách là người đứng đầu Dân ủy Thanh tra Nhân dân (Rabkrin) phụ trách các hoạt động của Ban ở cấp quốc gia.

### Danh sách Chủ nhiệm
| Họ và tên                        | Nhiệm kỳ        | Chức vụ                                                                     | Chức vụ khác | Ghi chú                              |
| -------------------------------- | --------------- | --------------------------------------------------------------------------- | --- | ------------------------------------ |
| Valerian Kuibyshev (1888-1935)   | 4/1923-11/1926  | Chủ nhiệm Ban Kiểm tra Trung ương Đảng Cộng sản Nga (Bolsheviks)            | Ủy viên Dân ủy Thanh tra Công nông Liên Xô                                                                                 |                                      |
| Grigol Ordzhonikidze (1886-1937) | 11/1926-12/1927 | Chủ nhiệm Ban Kiểm tra Trung ương Đảng Cộng sản Nga (Bolsheviks)            | Ủy viên Dân ủy Thanh tra Công nông Liên Xô                                                                                 |                                      |
| Grigol Ordzhonikidze (1886-1937) | 12/1927-7/1930  | Chủ nhiệm Ban Kiểm tra Trung ương Đảng Cộng sản toàn Liên bang (Bolsheviks) | Ủy viên Dân ủy Thanh tra Công nông Liên Xô                                                                                 |                                      |
| Andrey Andreyev (1895-1971)      | 7/1930-9/1931   | Chủ nhiệm Ban Kiểm tra Trung ương Đảng Cộng sản toàn Liên bang (Bolsheviks) | Ủy viên Dân ủy Thanh tra Công nông Liên Xô                                                                                 |                                      |
| Jānis Rudzutaks (1887-1938)      | 10/1931-2/1934  | Chủ nhiệm Ban Kiểm tra Trung ương Đảng Cộng sản toàn Liên bang (Bolsheviks) | Ủy viên Dân ủy Thanh tra Công nông Liên Xô                                                                                 |                                      |
| Lazar Kaganovich (1893-1991)     | 2/1934-2/1935   | Chủ nhiệm Ban Kiểm tra Trung ương Đảng Cộng sản Liên Xô                     | Ủy viên Bộ Chính trị Đảng Cộng sản Liên Xô                                                                                 |                                      |
| Nikolai Yezhov (1895-1940)       | 2/1935-4/1939   | Chủ nhiệm Ban Kiểm tra Trung ương Đảng Cộng sản Liên Xô                     | Ủy viên dự khuyết Bộ Chính trị Đảng Cộng sản Liên Xô Bí thư Trung ương Đảng Cộng sản Liên Xô Ủy viên Dân ủy Nội vụ Liên Xô | Bị bắt vì tội chống Nhà nước Liên Xô |
| Andrey Andreyev (1895-1971)      | 4/1939-10/1952  | Chủ nhiệm Ban Kiểm tra Trung ương Đảng Cộng sản Liên Xô                     | Ủy viên Bộ Chính trị Đảng Cộng sản Liên Xô Bí thư Trung ương Đảng Cộng sản Liên Xô Phó Chủ tịch Hội đồng Bộ trưởng Liên Xô |                                      |
| Matvei Shkiryatov (1883-1954)    | 10/1952-1/1954  | Chủ nhiệm Ủy ban Kiểm tra Trung ương Đảng Cộng sản Liên Xô                  | Ủy viên Đoàn Chủ tịch Trung ương Đảng Cộng sản Liên Xô                                                                     | Mất khi đang tại nhiệm               |
| Pavel Komarov (1898-1983)        | 1/1954-2/1956   | Quyền Chủ nhiệm Ủy ban Kiểm tra Trung ương Đảng Cộng sản Liên Xô            | Ủy viên dự khuyết Trung ương Đảng Cộng sản Liên Xô                                                                         |                                      |
| Nikolay Shvernik (1888-1970)     | 2/1956-3/1966   | Chủ nhiệm Ủy ban Kiểm tra Trung ương Đảng Cộng sản Liên Xô                  | Ủy viên Đoàn Chủ tịch Trung ương Đảng Cộng sản Liên Xô                                                                     |                                      |
| Arvīds Pelše (1899-1983)         | 4/1966-5/1983   | Chủ nhiệm Ủy ban Kiểm tra Trung ương Đảng Cộng sản Liên Xô                  | Ủy viên Bộ chính trị Đảng Cộng sản Liên Xô                                                                                 | Mất khi đang tại nhiệm               |
| Mikhail Solomentsev (1913-2008)  | 5/1983-9/1988   | Chủ nhiệm Ủy ban Kiểm tra Trung ương Đảng Cộng sản Liên Xô                  | Ủy viên Bộ chính trị Đảng Cộng sản Liên Xô                                                                                 |                                      |
| Boris Pugo (1937-1991)           | 9/1988-7/1990   | Chủ nhiệm Ủy ban Kiểm tra Trung ương Đảng Cộng sản Liên Xô                  | Ủy viên Bộ chính trị Đảng Cộng sản Liên Xô                                                                                 |                                      |
| Boris Pugo (1937-1991)           | 7/1990-4/1991   | Chủ nhiệm Ban Kiểm tra Trung ương Đảng Cộng sản Liên Xô                     | Bộ trưởng Bộ Nội vụ Liên Xô                                                                                                |                                      |
| Yevgeny Makhov (1937-)           | 4/1990-12/1991  | Chủ nhiệm Ban Kiểm tra Trung ương Đảng Cộng sản Liên Xô                     | |                                      |